# Londonderry
För andra betydelser se Derry (olika betydelser) och Londonderry (olika betydelser).

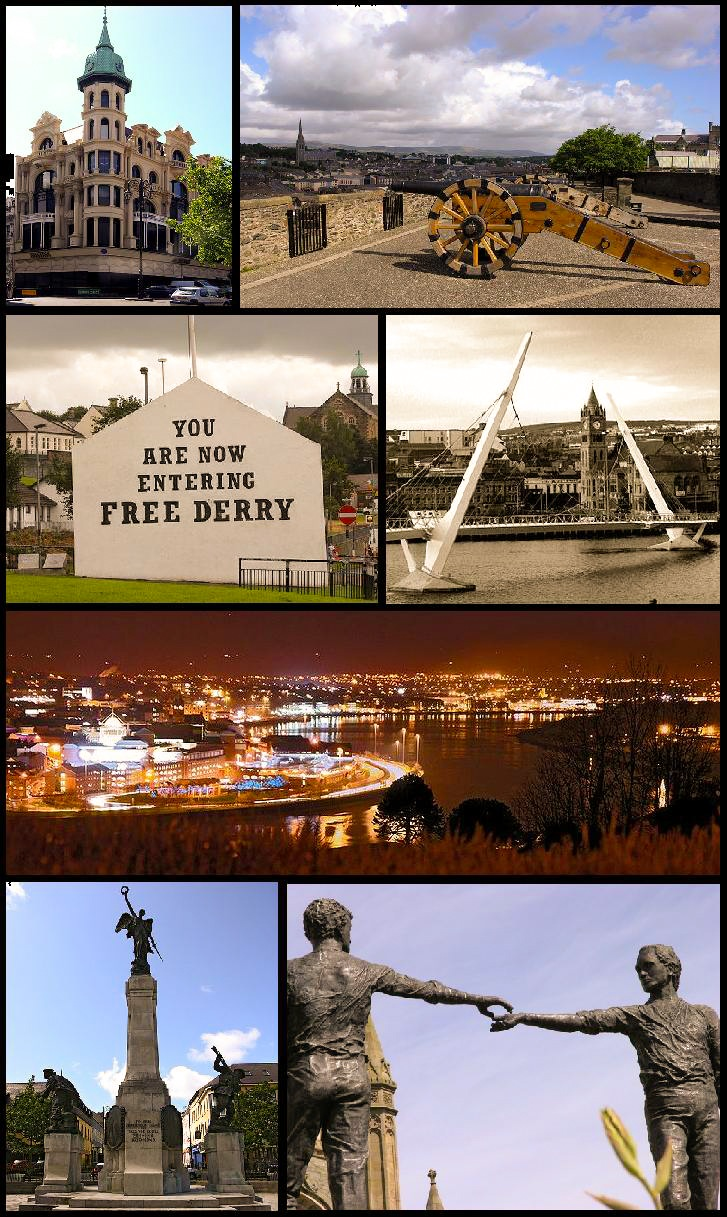
Montage.

Londonderry eller Derry (iriska Doire, vilket betyder Ekskogen, eller Doire Cholm Chille, Ekskogen i Colm Cille) är en stad i Nordirland. Staden var tidigare huvudort i det historiska grevskapet med samma namn. Derry var tidigare ett eget stadsdistrikt, men blev 2015 en del av det nybildade distriktet Derry City and Strabane. 

## Namnet

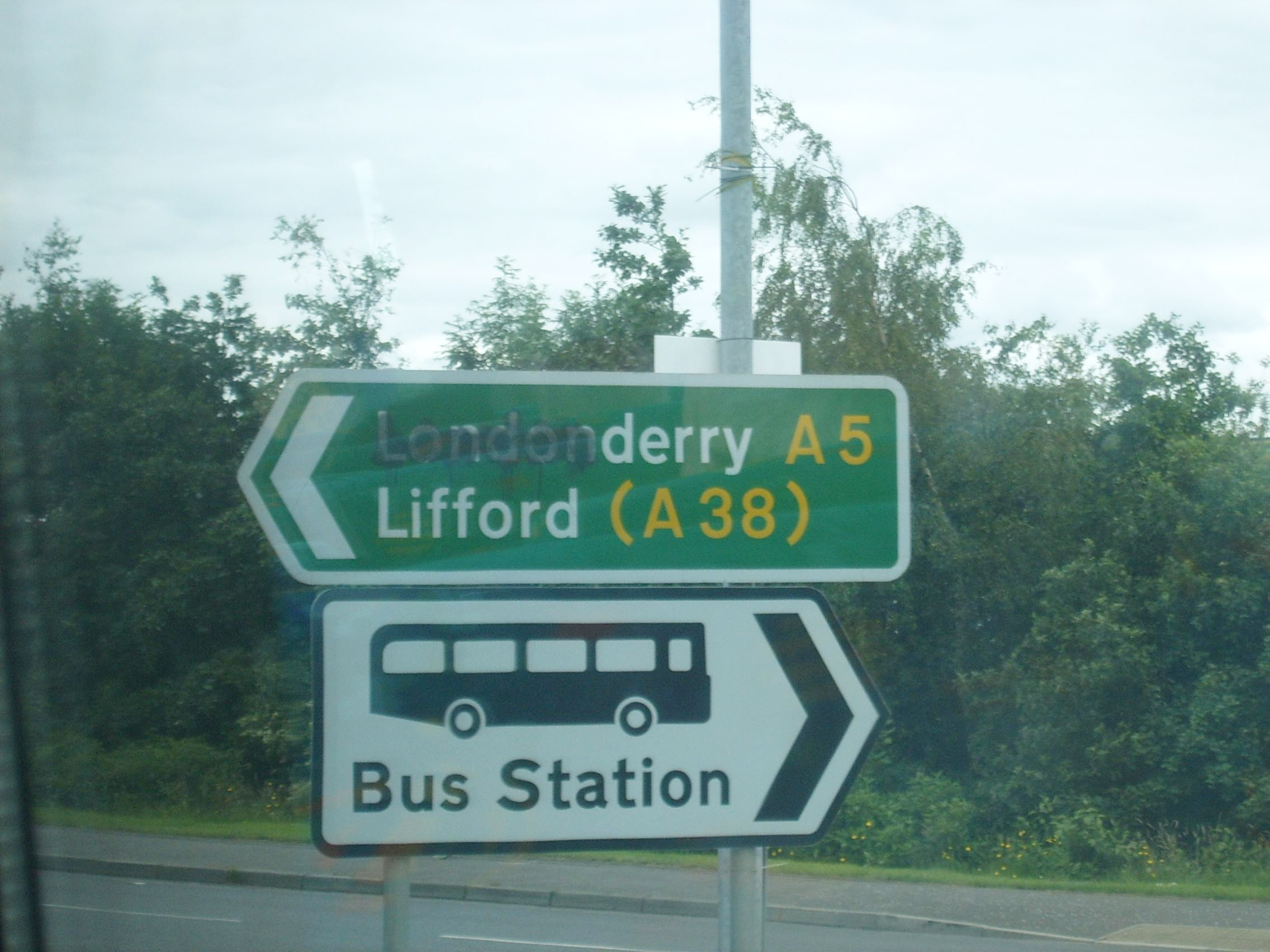
Vandaliserad vägskylt nära Strabane, County Tyrone där "London" i "Londonderry" har målas över med svart färg.

Det officiella namnet på staden är Londonderry och ska så förbli enligt ett beslut i Högsta Domstolen från januari 2007.
Det föreligger en konflikt huruvida namnet på staden och grevskapet ska vara Derry eller Londonderry. Nationalisterna (huvudsakligen katoliker) utgör majoriteten av stadens invånare, och de kallar staden Derry, medan unionisterna (huvudsakligen protestanter) kallar den Londonderry. Dock använder en av de mest kända unionistiska organisationerna, Apprentice Boys of Derry, namnet Derry.
Båda namnen används om vartannat, till exempel City of Derry Airport, City of Derry Rugby Club och Derry City FC, samt Londonderry Port och Londonderry Chamber of Commerce. Detta är inte emot domstolsbeslutet.
Domstolsprocessen började 1984 då nationalisterna beslutade att byta namn på staden. Men unionisterna överklagade detta beslut i domstolen, och processen kom att hålla på ända till 2007 - alltså över 20 år - innan Högsta Domstolen avgjorde fallet.
Enligt en någorlunda accepterad konsensus kallas dock staden oftast för Derry, medan man å andra sidan talar om County Londonderry.

## Kända områden i staden
- Fountain Estate
- Waterside
- Bogside
- Creggan
- Brandywell
- Free Derry Corner

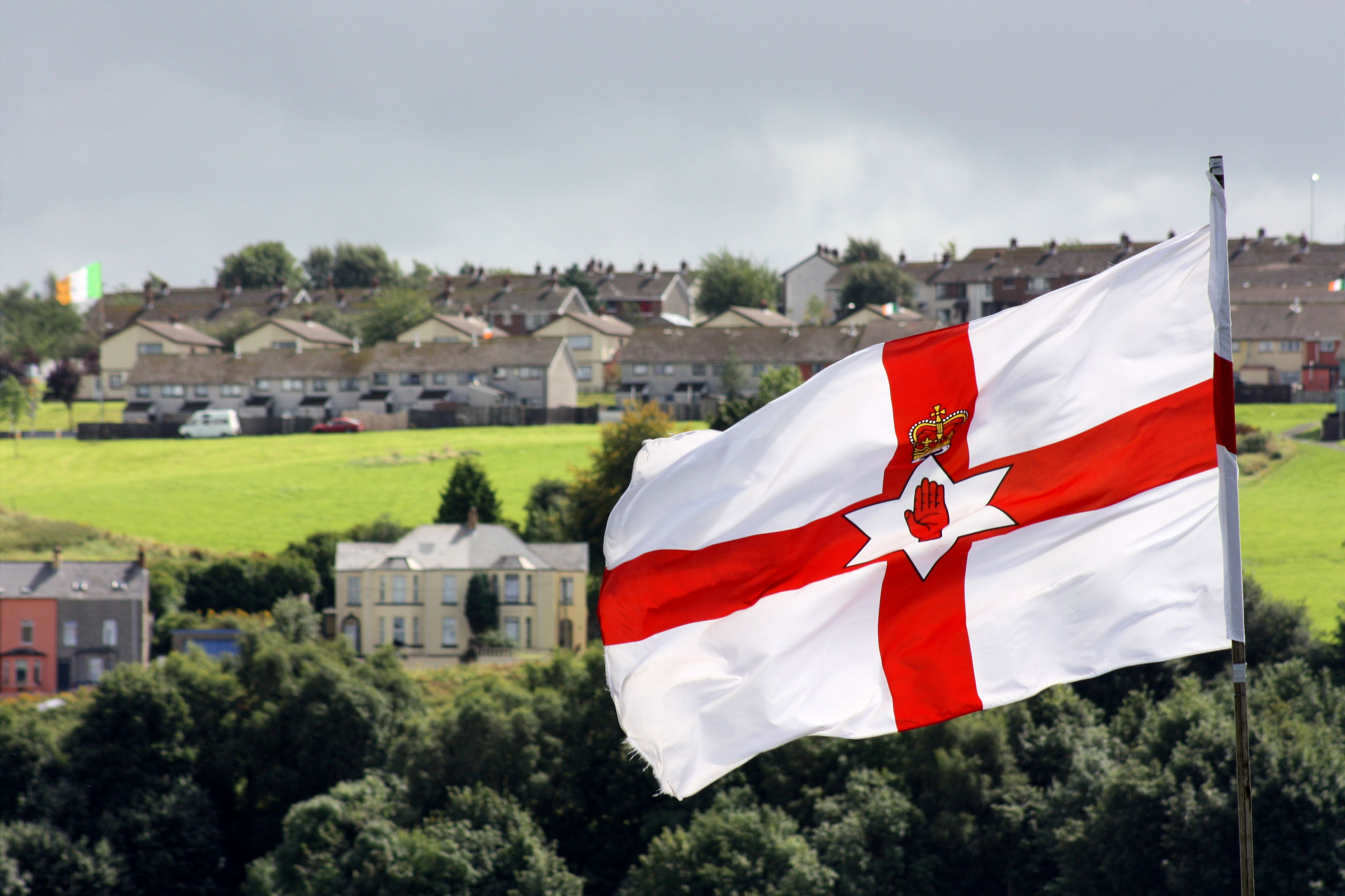
Nordirlands flagga (i förgrunden) från lojalistiska Fountain Estate, och (i bakgrunden) Irlands flagga från nationalistiska Brandywell, i Derry 2009.

Free Derry var benämningen på det katolskt dominerade område i Derry som mellan 1969 och 1972 var självförvaltande (bostadsområdet Bogside, Brandywell, Creggan, Bishop Street och Foyle Road).

## Sport

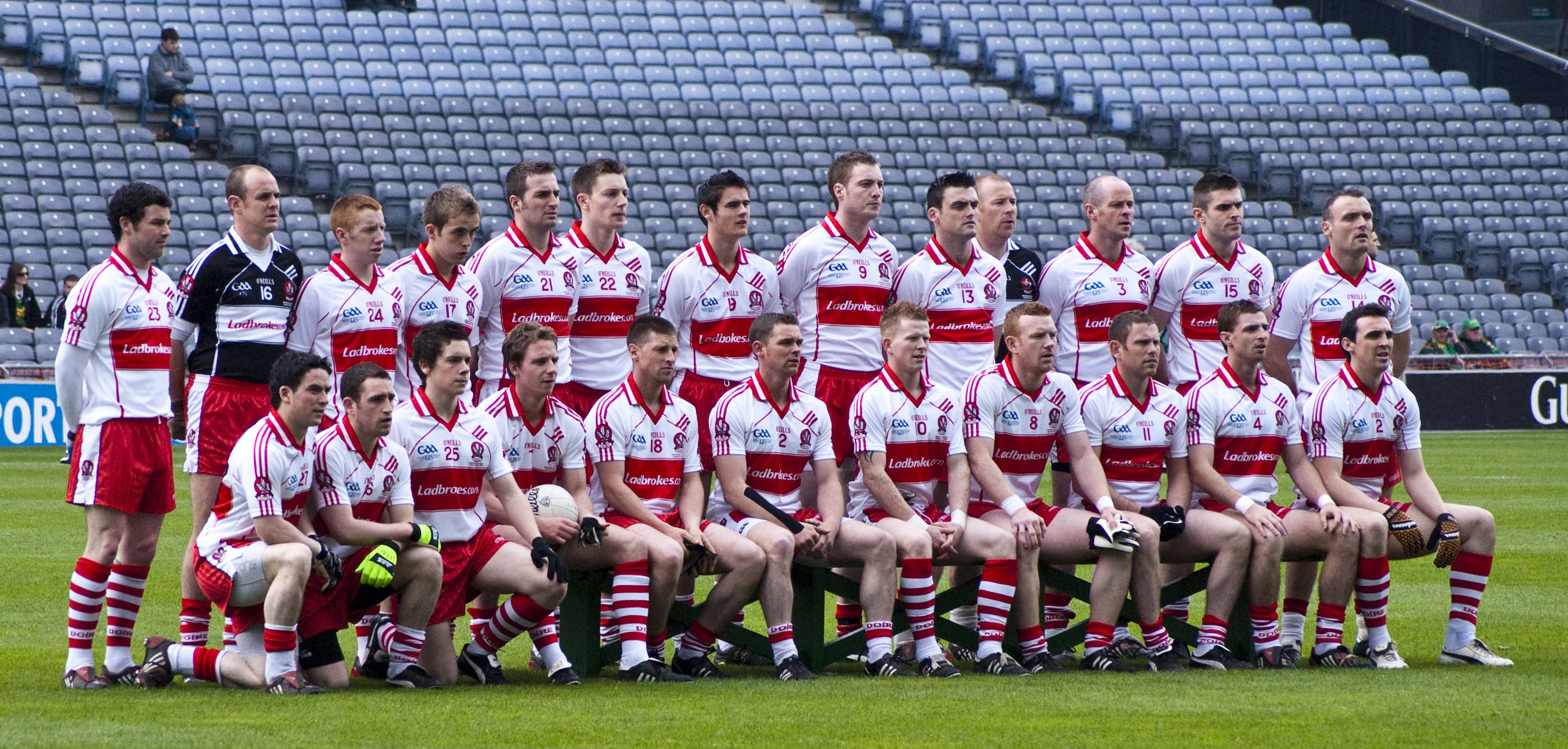
Lagbild 2009.

Fotbollsklubben Derry City spelar i irländska ligan på grund av konflikten i Nordirland[källa behövs]. Deras hemmaarena är Brandywell Stadium.
Boxning är en populär sport i Derry. John Duddy som håller titeln IBA World Middleweight och titeln WBC Continental Americas Middleweight är från staden.

## Historia

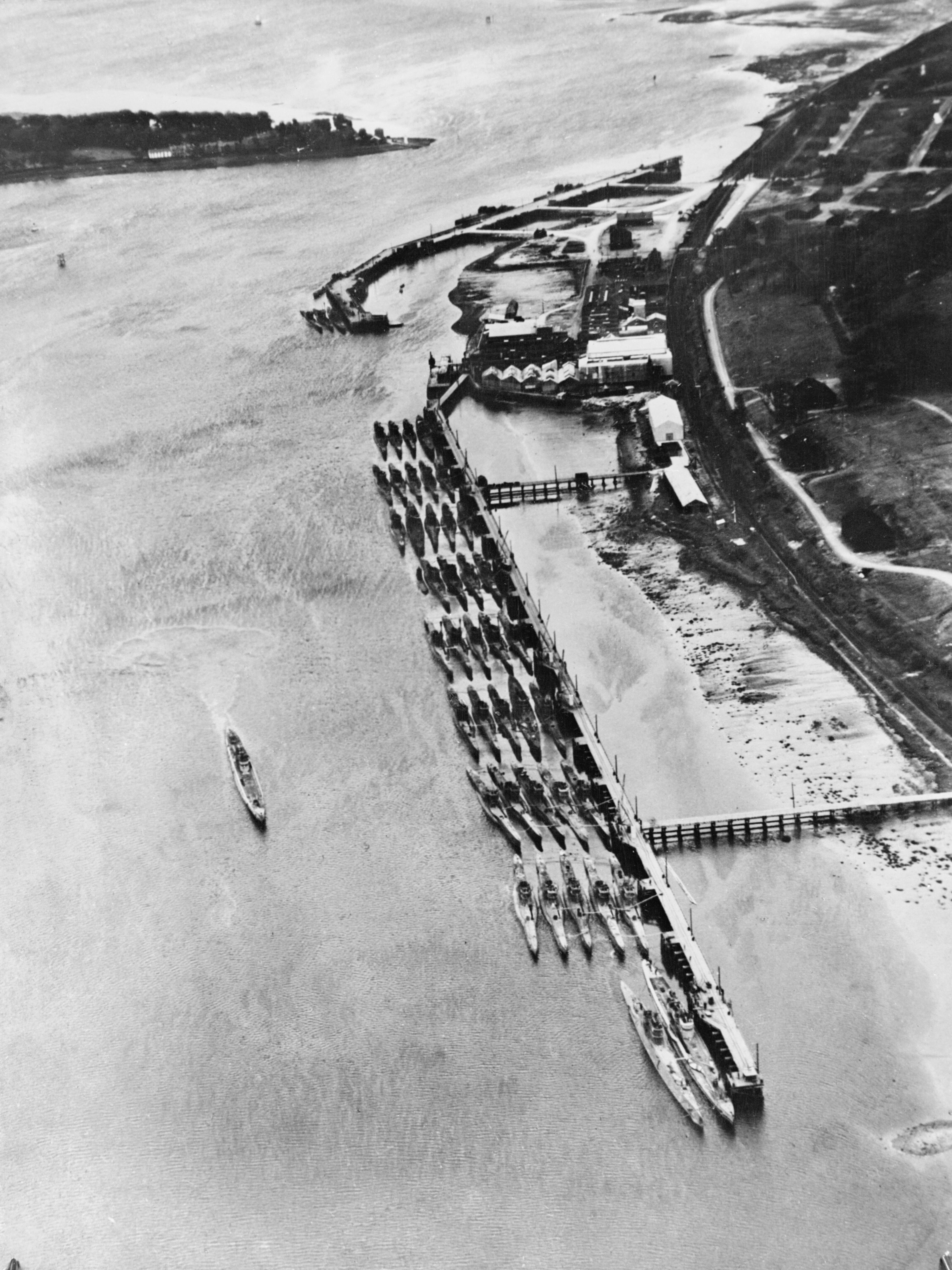
Tyska ubåtar kapitulerar genom att ankra i Derrys hamn under andra världskriget.

- 546 Sankt Columba grundar första katolska klostret.
- 1164 Flahertach O'Brolchain, den förste kände biskopen av Derry, bygger stadens första katedral, Teampall Mór.
- 1567 Teampall Mór förstörs i en brand.
- 1600 Sir Henry Docwra ockuperar Derry för Englands räkning.
- 1608 Cahir O'Doherty, irländsk klanhövding, plundrar Derry vid en revolt mot engelsmännen.
- 1613 England tar makten igen och ändrar namnet till Londonderry.
- 1614–19 Stadsmuren byggs.
- 1641 Derry klarar sin första belägring under irländska upproret 1641, vilket ingår i de så kallade Wars of the Three Kingdoms.
- 1649 Derry klarar sin andra belägring under irländska konfederationskrigen som också ingår i Wars of the Three Kingdoms.
- 1688–89 Den stora belägringen då Vilhelm av Oranien (protestant) försvarade staden mot Jakob II av England (katolik) i stadens tredje belägring på femtio år; en viktig händelse i den så kallade ärorika revolutionen. Oranienorden firar denna seger varje år med en marsch.
- 1845-49 många emigrerar till USA på grund av hungersnöd.
- 1855 Järnväg mellan Derry och Belfast byggs.
- 1920 Irländska frihetskriget – ett gerillakrig mellan Irish Republican Army (leddes av Peadar O'Donnell) och brittiska trupper.
- 1920 juli, tusentals unionister (ex-militärer) försöker med våld driva bort katoliker från jobb de fått under första världskriget, då militärerna var ute i kriget. Katedralen i Bogside blir attackerad, men försvaras av män ur IRA. Många dör i tumultet som varar i en vecka innan lokala politiker får till stånd en vapenvila.
- 1921 Anglo-irländska avtalet som avslutar irländska frihetskriget och gör staden till en gränsstad mellan Nordirland och Irland.
- 1932 Amelia Earhart landar här efter att ha flugit som första kvinna över Atlanten.
- 1942 Allierade använder stadens hamn under slaget om Atlanten.
- 1968 Femte oktober, en demonstration för medborgerliga rättigheter möts med våld på Duke Street och Waterside. Detta var upptakten till konflikten i Nordirland.
- 1969 Slaget om Bogside utkämpas 12–15 augusti. Kravaller då nationalister slogs mot unionister och polis.
- 1972 Den 30 januari 1972 sköt brittiska fallskärmsjägare ihjäl 13 människor under en fredlig demonstration för medborgerliga rättigheter. En händelse som är känd som Den blodiga söndagen.
- 1973 Demokratiska lokalval hålls för första gången.
- 1981 Hungerstrejken i Nordirland 1981. Två av dem som dog i denna hungerstrejk är Patsy O'Hara (Bishop Street) och Michael Devine (Creggan), båda från Derry.
- 1984 Nationalisterna som har majoritet i staden ändrar stadens namn till Derry. Unionisterna överklagar beslutet och en lång rättslig tvist börjar och kommer att pågå i över 20 år.
- 1986 Rossville Streets höga hyreshus rivs (husen har stort symbolvärde då både slaget om Bogside och Bloody Sunday skedde i och kring dem).
- 1995 Staden får en flygplats.
- 1997 Stadsdelen Creggan fyller 50 år.
- 2007 Högsta domstolen avgör att staden skall officiellt heta Londonderry.

## Politik
Politiskt styrs staden av Social Democratic and Labour Party. I staden med omgivningar är majoriteten av befolkningen katoliker. Föga överraskande har de nationalistiska partierna dominerat stort ända sedan 'en man en röst'-systemet infördes. Innan dess styrdes staden av Ulster Unionist Party. Under denna period tillämpades regeln att bara de som bodde i själva staden fick rösta; detta uteslöt alla dem som bodde i de fattiga, katolska områdena. Systemet avskaffades efter våldsamma protester som kulminerade i Den blodiga söndagen 1972. År 1973 ändrades rösträttsförfarandet till 'en man en röst' och alla invånare i Derrydistriktet fick rösta.

## Kända personer
- Amanda Burton, skådespelerska
- Gregory Campbell, politiker
- Joyce Cary, författare
- Nadine Coyle, sångerska
- Dana, artist, vinnare i Eurovision Song Contest 1970
- Nigel Dodds, politiker
- Mark Durkan, politiker
- Martin McGuinness, politiker
- Seamus Heaney, författare
- John Hume, politiker
- John Lawrence, brittisk vicekung i Indien (1864-1869)
- Martin O'Neill, fotbollsspelare, lagkapten i Nordirländska landslaget
- Feargal Sharkey, musiker och sångare